# HMNZS Aotearoa
HMNZS Aotearoa (Māori: [aɔˈtɛaɾɔa]) — допоміжне військове судно Королівського новозеландського флоту, побудоване Хюндаї Хеві Індастріз,, які передали корабель флоту у червні 2020 Це танкер-заправник, який замінить HMNZS Endeavour, останній танкер ВМС, списаний у грудні 2017.
«Аотеароа» стане найбільшим кораблем, який коли-небудь входив до складу ВМС Нової Зеландії.

## Ім'я

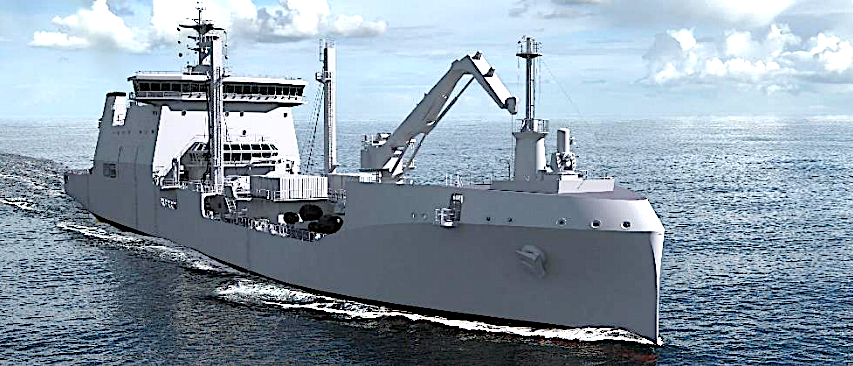
Очікуваний зовнішній вигляд «Аотеароа» у презентації Міністерства оборони Нової Зеландії 2018 року

Aotearoa Маорійською — назва Новій Зеландії. «Aotearoa» зазвичай перекладається як «земля довгої білої хмари».

## Конструкція та опис
Aotearoa стане першим у світі військовим судном, на якому застосована концепція Rolls-Royce Environship, що включає нову форму корпусу, призначену для пронизування хвиль для зменшення опору та споживання палива. Судно також має посилений корпус для плавання в льодових умовах та спроможне діяти в екстремальних погодних умовах Антарктики.
Aotearoa призначений для забезпечення інших військових кораблів, зокрема для їх перезаправки під час операцій, а також поповнення запасів продуктів харчування та боєприпасів. 26 000 тонне судно перевозить морське дизельне та авіаційне паливо разом з обмеженою кількістю продуктів харчування та боєприпасів, що зберігаються в 20 футових контейнерах.
Aotearoa буде оснащений сонаром Farsounder-1000, інтегрованою системою управління військовим судному Кельвіна Х'юза. Для нього робрані датчики навігаційних радарів SharpEye S та X-Band та один датчик S-Band SharpEye, оптимізований для управління вертольотом.
Aotearoa озброєний однією установкою Phalanx та двома кріпленнями для дистанційно керованих установок Mini Typhoon, на які можна встановити кулемети або автоматичні гранатомети. На кораблі також є льотна палуба і ангар для вертольоту.

## Будівництво
Контракт був укладений з компанією Hyundai Heavy Industries, яка використала концептуальний дизайн Rolls Royce Environship, який виграв конкуренцію у конструкції фірми Daewoo Shipbuilding & Marine Engineering, яка запропонувала варіант танкера типу «Тайд» розробленого для Королівського допоміжного флоту. Корабель був закладений 13 серпня 2018 року. Він був спущений на воду у квітні 2019 року, розпочав морські випробування у грудні того ж року і був офіційно поставлений у червні 2020 року. Спочатку його планували поставити в січні 2020 року, але його відправка із верфі в Південній Кореї затримався через пандемію коронавірусу. Офіційне зарахування до складу флоту очікується в 2021 році.